# Lilla Krokgylet
Lilla Krokgylet är en sjö i Karlshamns kommun i Blekinge och ingår i Mieåns huvudavrinningsområde. Sjön är 8 meter djup, har en yta på 0,03 kvadratkilometer och är belägen 102 meter över havet.